# Kālidāsa
Kālidāsa (devanāgarī: कालिदास, Kalis tjänare), var en ryktbar sanskritförfattare av hög rang, som sannolikt levde några århundraden e.Kr., förmodligen på 400-talet. Han anses ha samma plats i sanskrit som Shakespeare har i engelskan.
Av en indisk tradition nämns han visserligen som en av de nio ädelstenarna, det vill säga visa och lärde, som prydde Vikramas hov; och denne kung identifierade man förut vanligen med Vikramaditya, som härskade under århundradet närmast före Kristus. Men denna identifikation vilar på mycket svaga grunder, och i alla händelser torde icke Kālidāsas verk tillhöra en så tidig period. 

## Verk
Endast sex verk kan med säkerhet tillskrivas honom: tre skådespel (mest känt är Sakuntala, de övriga är Mālavikāgnimitra och Vikramorvaçī), två epos (Raghuvamsá och Kumarasambhava) och en längre lyrisk dikt (Meghaduta). Det är i första hand på de dramatiska verken, som hans skalderykte grundar sig. Kālidāsas mest berömda drama är Shakuntala.

## Liv
Inget förutom hans verk är med säkerhet känt om Kālidāsas liv, såsom hans period eller var han bodde. Enligt legenden var han känd för sin skönhet, som gjorde att en prinsessa märkte honom och sedermera gifte sig med honom. Legenden säger dock, att han var lågutbildad från uppväxten, och att prinsessan skämdes över hans ignorans och grovhet.  
Kālidāsa, som var en hängiven tillbedjare av Kali (det vill säga, Sarasvati), sägs ha bett sin gudinna om hjälp när han var på väg att begå självmord i en damm när han förödmjukades av sin fru, och belönades med en plötslig och extraordinär vishetsgåva. Han ska därefter ha blivit den mest briljanta av de nio ädelstenarna vid Vikramadityas hov. Legenden säger även att han mördades av en kurtisan i Sri Lanka under Kumaradasas styre.

## Eftermäle
Nedslagskratern Kālidāsa på planeten Merkurius är uppkallad efter honom.